# Пастернак Євген Іванович
Євген Іванович Пастернак (24(11) січня 1907, Вигнанка,  — 22 листопада 1980, Торонто, Канада) — український громадський і кооперативний діяч, інженер та історик-аматор.

## Біографія
Народився в селі Вигнанка Біло-Підляського повіту на Підляшші в сім'ї шкільного вчителя Івана Пастернака. Закінчив Данцигську вищу технічну школу (1937). Працював цивільним інженером у Львові та Любліні. У вересні 1939 був інтернований поляками в концентраційному таборі Береза Картузька, про що залишив спомини. Під час Другої світової війни — голова Української кооперативної спілки в Підляшші. На еміграції — з 1945. 1948 перебрався із Західної Німеччини до Торонто (Канада). Проводив активну культурно-просвітницьку діяльність. Один із фундаторів Українського православного пансіону ім. І. Франка для догляду літніх осіб у Торонто, котрим керувала його дружина Євгенія Пастернак. Дійсний член Товариства українських інженерів у Канаді.
Автор праць з історії Холмщини й Підляшшя, спогадів та ін.
Помер у м. Торонто. Похований на цвинтарі Park Lawn поряд з дружиною Євгенією (1919—2011).